# Manihinea conferta
Manihinea conferta är en svampdjursart som beskrevs av Gustavo Pulitzer-Finali 1993. Manihinea conferta ingår i släktet Manihinea och familjen Theonellidae. Inga underarter finns listade i Catalogue of Life.